# Ben 10
Ben 10 är en amerikansk tecknad TV-serie skapad av Man of Action Entertainment som hade premiär den 27 december 2005 på Cartoon Network. Skådespelaren som gör titelpersonens röst i den engelska versionen heter Tara Strong. Serien har visats på Cartoon Network och Netflix.

## Huvudroller
Ben Tennyson: Ben var en normal pojke som cyklade på sin cykel, spelade datorspel och ofta råkade i trubbel. Men när han erhöll Omnitrixen, så blev han en superhjälte och förvandlar sig nu till sina olika rymdvarelser när han vet att någon, hans närmsta eller han själv är i fara.
Gwen Tennyson: Gwen är Bens jämnåriga kusin, och de bråkar väldigt ofta, även om de innerst inne tycker väldigt mycket om varandra. Gwen är en sådan person som vill tänka efter ordentligt innan hon gör någonting, och gärna vill planera allting i minsta detalj. Hon är synnerligen intelligent, vilket ofta står i kontrast med Bens impulsiva beteende. Hon har länge inga andra sätt att bidra i strider än en väldigt skicklig gymnastikförmåga, men senare i TV-serien får hon tillgång till en äkta magibok från en kriminell magiker nämligen Charmcaster.
Farfar Max: Max Tennyson var en soldat som slogs mot Vilgax och andra utomjordingar innan han pensionerade sig, tillsatt i enheten Rörmokarna, som sysslade med utomjordiska hot. Det var under denna tid som Max mötte Vilgax för första gången, långt innan Omnitrixen fanns. När han upptäcker att Ben kan förvandla sig till olika rymdvarelser, så ser han till att Ben inte hamnar i alltför mycket trubbel på grund av det. Hans tid hos Rörmokarna gör honom till en expert på utomjordingar och hur man bekämpar dem, om behovet skulle uppstå.

## Rollfigurer
- Figurer i Ben 10-serien
- Lista över Omnitrix-varelser

## Följande TV-serier
Det har kommit några TV-serier som följer serien: Ben 10: Alien Force, Ben 10: Ultimate Alien och Ben 10: Omniverse. Ben 10 (2016) är en reboot.

## Filmer
- Ben 10: Secret of the Omnitrix (augusti 2007)
- Ben 10: Race Against Time (november 2007)
- Ben 10: Alien Swarm (november 2009)

## Spel
- Ben 10: Protector of Earth
- Ben 10: Alien Force
- Ben 10 Alien Force: Vilgax Attacks
- Ben 10 Ultimate Alien: Cosmic Destruction
- Ben 10: Galactic Racing